# TROX HESCO Schweiz

H. Hess Cie Katalog

Die TROX HESCO Schweiz AG ist ein Hersteller von Komponenten für Lüftungs- und Klimatechnik. Das Unternehmen ist eine Tochtergesellschaft der in Deutschland ansässigen TROX GROUP.
Das Unternehmen betreibt zudem Forschung und Entwicklung in der Raumluft- und Klimatechnik, sowohl für planmässige Entwicklungsarbeiten für die einzelnen Produktgruppen, als auch für projektbezogene Entwicklungsaufträge. Das Strömungs- und Akustiklabor dient zur Prüfung von Funktionen, Zuverlässigkeit, Betriebssicherheit und Wirtschaftlichkeit der angebotenen Produkte und Systeme.
Die vom Unternehmen erstellten Dokumentationen werden bei der Ausbildung von Lüftungsfachleuten eingesetzt. TROX brachte 1974 eine der ersten amtlich geprüften und mit Prüfzeichen versehenen Brandschutzklappen auf den Markt.
2011 erfolgte der Einstieg in Produktion und Verkauf von Raumlufttechnischen Geräten. Gleichzeitig wurde TROX Mitglied im Herstellerverband RLT-Geräte.

## Geschichte
Die TROX HESCO Schweiz AG wurde im Jahr 1863 als H. Hess & Cie. gegründet. Eine Schlosserwerkstatt wurde durch den Gründer Rudolf Hess in Edikon (Gemeinde Dürnten) eingerichtet und in Betrieb genommen. Fabrikationsprogramm: Baubeschläge und Eisenwaren.
1873 folgte der Erwerb der Liegenschaft im Pilgersteg in Rüti. Hier wurden eine Stanzerei, Schlosserei, Schleiferei und mechanische Werkstatt eingerichtet und mit der Produktion von Ofen- und Holzkohlebügeleisen begonnen. 1875 erfolgte eine Erweiterung und Einrichtung der Fabrikation auf Schuhnagel- und Kettenschweissmaschinen.
In den Jahren 1918 und 1919 wurde im Wasserlauf der Jona eine Staumauer errichtet und ein Elektrizitätswerk im Hohlauf gebaut, 1950 begann die Fabrikation von Lüftungszubehör.
Infolge vermehrten Aufkommens von Gummisohlen wurde 1958/59 die Schuhnagelfabrikation aufgegeben, 1969 wurde die Fabrikation von Luftauslässen in Leichtmetall ausgebaut und 1973 erfolgte der Bau des heute noch verwendete Strömungs- und Akustiklabors.
Im Jahr 1977 wurde die Tochtergesellschaft Hesco Sarl in Paris gegründet. Von 1978 bis 2008 besass das Unternehmen die Tochtergesellschaft Hesco Deutschland GmbH in Offenbach am Main.
1982 wurde die Hess & Cie. in die Hesco Pilgersteg AG, Rüti umgewandelt und 1993 erfolgte erstmals die Zertifizierung nach ISO 9001.
1995 erfolgte der Verkauf der Eisenwaren- und Industrieartikelaktivitäten, 1996 die Konzentration auf das Kerngeschäft Lüftungskomponenten. 1998 wurde das Unternehmen von der TROX GROUP in Neukirchen-Vluyn, Deutschland, übernommen und in TROX HESCO Schweiz AG umbenannt.
2011 erfolgte der Einstieg in den Bau und Vertrieb von Raumlufttechnischen Geräten.